# 飯島寬騎
飯島寬騎（日语：／ Iijima Hiroki，1996年8月16日—）是日本北海道出生的男性演员。經紀公司為奥斯卡傳播。身高178cm。同為事務所所屬的男劇團 青山表參道X成員。

## 生平
畢業於北海道札幌白石高等學校。2015年19歲就讀於札幌大谷大學大一時，赢得了第28届JUNON SUPER BOY美男子选拔赛最高奖。
2016年10月，在朝日电视台的平成假面骑士系列特摄剧《假面骑士EX-AID》饰演該劇主角“宝生永梦 / 假面骑士EX-AID”。
2018年6月，參演其事務所之劇團《男劇團 青山表參道X》之演出『SHIRO TORA～beyond the time～』首次當舞台劇主演。
2019年11月，主演的電視劇《請勿轉臺!》。 榮獲2019年日本商業廣播聯盟獎最佳電視劇部門獎及電視部門大獎。
2020年8月4日，其所屬事務所奧斯卡傳播證實，飯島寬騎確診2019冠狀病毒病。
2022年8月，他將被任命為「THE假面騎士展」北海道特別大使。
同年11月，主演電視電影《我和他都是新郎》，榮獲2022年度日本商業廣播聯盟電視劇部門優秀獎。
2023年6月，《男劇團 青山表參道X》的活動將結束。
同年10月，他主演的電視劇《幸福滿滿的便當店》獲得東京電視劇獎2023的地方電視劇獎。

## 演出作品

### 電視劇
- 假面騎士Ghost 第50集（2016年9月25日，朝日電視台） - 飾演 假面騎士EX-AID（聲）
- 假面騎士EX-AID（2016年10月2日－2017年8月27日，朝日電視台） - 主演 寶生永夢 / 假面騎士EX-AID（聲）
- 宇宙戰隊九連者 第7集（2017年3月26日，朝日電視台） - 飾演 寶生永夢 / 假面騎士EX-AID（聲）
- Holiday Love（日语：ホリデイラブ_〜夫婦間恋愛〜#テレビドラマ）（2018年1月26日－3月16日，朝日電視台） - 飾演 小泉駿
- 埼玉発地域ドラマ 「越谷サイコー」（2018年2月28日，NHK BS Premium） - 飾演 三ノ宮祐介
- 假面騎士ZI-O 第2集-第4集 (2018年9月16日－2018年9月23日，朝日電視台) – 飾演 寶生永夢/假面骑士EX-AID(聲)
- 傳奇王子（2018年10月3日 - 12月5日，日本電視台） – 飾演 鏑木元
- 請勿轉台!（日语：チャンネルはそのまま!）（2019年3月18日 - 22日、北海道電視台） - 飾演 山根一
- 御曹司boys（日语：御曹司ボーイズ）（2019年7月6日 - 8月31日、TOKYO MX） - 飾演  西園寺大雅
- 烘焙恋人（日语：マイラブ・マイベイカー）（2020年7月9日－2021年8月04日，名古屋電視台） - 飾演  北薰
- 未解決之女 警視廳文件搜查官（日语：未解決の女 警視庁文書捜査官） 第二季（2020年8月6日－2020年9月17日，朝日電視台） - 飾演 多部和樹 刑事
- 逃出歷史迷宮～真實逃出遊戲（日语：歴史迷宮からの脱出〜リアル脱出ゲーム×テレビ東京〜）（2020年10月2日－2020年11月05日，東京電視台） - 飾演 江畑伶人
- 福岡戀愛白書16 聖誕狂想曲（日语：福岡恋愛白書16 クリスマス狂想曲）（2021年3月26日、九州朝日放送） - 飾演  坂本航
- 警視廳・搜查一課長（日语：警視庁・捜査一課長）（朝日電視台）- 飾演 古代學
  - 第五季（2021年4月8日－2021年6月27日）
  - 第六季（2022年4月14日 - 6月16日）
  - 特別篇9（2023年4月4日）
- 惡魔戀歌（2021年5月) - 飾演 目黑伸
- 凜子小姐想試愛（2021年10月19日 - 12月7日，MBS・TBS） - 飾演 久地直
- 我和他都是新郎。（2022年3月13日，關西電視台） - 飾演 相川瑞樹
- 歡迎來到超自然森林（2022年7月22日 - 8月26日，WOWOW） - 飾演 ナナシ（nanashi）
- 在最終列車上開始的戀愛（日语：最終列車で始まる恋）（2023年1月15日 - 1月29日、名古屋電視台）飾演 都築晴
- 幸福滿滿的便當（2023年2月25日 - 3月18日、北海道電視台）飾演 大上祐輔
- 我們的餐桌（2023年4月6日 - 6月15日，BS-TBS） - 飾演 上田穣
- 藤子・F・不二雄 SF短編
  - 12-13集：惹人厭的人（2023年6月11日、NHK BS Premium・NHK BS4K） - 飾演 キンダイチ（Kindaichi）
- 跳槽的魔王大人 第8集（2023年9月4日、關西電視台・富士電視台）- 飾演 石岡遙太
- 灰姑娘情結（2024年3月1日－，毎日放送）：飾演 相澤陽介（主演）[4][5]

### 電影
- 劇場版 假面騎士Ghost 100個眼魂與Ghost命運的瞬間（2016年8月6日，東映） - 飾演 假面騎士EX-AID（聲）
- 假面騎士平成Generations Dr.Pac-Man對EX-AID&Ghost with 傳說騎士（2016年12月10日，東映） - 主演 寶生永夢 / 假面騎士EX-AID（聲）（與西銘駿雙主演）
- 假面騎士×超級戰隊 超 超級英雄大戰（2017年3月25日，東映） - 主演 寶生永夢 / 假面騎士EX-AID（聲）（與岐洲匠雙主演）
- 劇場版 假面騎士EX-AID True·Ending（2017年8月5日，東映） - 主演 寶生永夢 / 假面騎士EX-AID（聲）
- 假面騎士平成Generations FINAL Build & EX-AID with 傳說騎士（2017年12月9日，東映） - 主演 寶生永夢 / 假面騎士EX-AID（聲）（與犬飼貴丈雙主演）
- 愛歌～約定的承諾（日语：愛唄 -約束のナクヒト-）（2019年1月25日、東映） - 飾演 坂本龍也
- 傳奇王子（2019年3月21日、東宝） - 飾演 鏑木元
- 貴族降臨 -PRINCE OF LEGEND-（2020年3月13日、東宝） - 飾演 鏑木元
- 連續電台～我們的下雨天days～（日语：ツナガレラジオ〜僕らの雨降Days〜）（2021年2月11日） - 主演 ニガリ(Nigari)
- 群青戰記（2021年3月12日、東宝） - 飾演 成瀨勇太
- 塑造未來（日语：未来へのかたち）（2021年5月7日） - 主演 村上武
- 歡迎來到超自然森林The Movie（2022年8月27日、KADOKAWA） - 主演 ナナシ（nanashi）
- 炎上灰姑娘（2022年11月4日） - 主演 田代良一
- 生而抱歉（日语：生きててごめんなさい）（2023年2月3日） - 飾演 神宮寺葵

### Original Video
- 假面騎士EX-AID [裏技]假面騎士Genm（2017年1月13日－4月15日） - 飾演 寶生永夢 / 假面騎士EX-AID（聲）
- 假面騎士Brave ～Survive吧！復活的野獸騎士・小隊～（2017年2月19日） - 飾演 寶生永夢
- 假面戰隊五騎士（2017年3月25日－4月8日） - 主演 寶生永夢 / 假面騎士EX-AID（聲）
- 假面騎士EX-AID [裏技]假面騎士Lazer（2017年4月28日） - 飾演 寶生永夢 / 假面騎士EX-AID（聲）
- 假面騎士EX-AID [裏技]假面騎士Para-DX（2017年12月） - 飾演 寶生永夢 / 假面騎士EX-AID（聲）
- 假面騎士Brave ＆ Snipe（2018年3月28日） - 飾演 寶生永夢 / 假面騎士EX-AID（聲）
- 假面騎士Para-DX with Poppy（2018年4月11日） - 飾演 寶生永夢 / 假面騎士EX-AID（聲）

### 舞台劇
- 男劇団 青山表参道X 旗揚げ公演 SHIRO TORA 〜beyond the time〜（2018年6月14日 - 17日） - 飾演 小野田陽斗
- 男劇団 青山表参道X 第2回公演「ENDLESS REPEATERS」（2019年7月20日 - 28日） - 飾演 犬飼柊人/熊谷榮作

### 寫真集
- Hiroki（2017年9月1日，主婦與生活社）ISBN 978-4391150933
- 西銘駿×飯島寛騎 PHOTO BOOK Today’s Fun!（2018年11月16日，講談社）ISBN 978-40651 35853
- 六彩（2021年10月1日、主婦與生活社）ISBN 978-4-391-15496-2

### CM
- 大塚製藥「オロナミンC」（2017年）
- SONY「PlayStation®VR」（2017年）
- 31冰淇淋（2018年）